# Pim van Doorn
Jhr. Willem Theodoor Cornelis (Pim) van Doorn (Den Haag, 31 mei 1911 - Leusderheide, 29 juli 1943) was Engelandvaarder.
Van Doorn zat op de lagere school in Den Haag en Gouda en daarna op het gymnasium in Den Haag en Kampen. In 1931 ging hij rechten studeren in Leiden. Hij was race-roeier en voorzitter van de Pro Patria. Na zijn kandidaats stopte hij met zijn studie om zich verder aan de Oxfordbeweging te wijden.

## Militaire dienst
Van Doorn moest in dienst en ging naar de school Reserve Officieren Cavalerie in Amersfoort. Hij werd reserveofficier bij het 3de Regiment Huzaren in Den Haag. Tijdens de meidagen van 1940 zat hij bij een Eskadron Wielrijders, onder meer bij Schiebroek.

## Oorlogsjaren
Als vooraanstaand lid van de Ordedienst (OD) was het nodig dat de 29-jarige van Doorn naar Engeland vertrok. Hij had een sportbrevet en een militair brevet en besloot een vliegtuigje te kopen om daarmee vanaf het Tjeukemeer naar Engeland te vliegen. Hij werd gearresteerd maar wist te ontsnappen en dook onder.
In de nacht van 18-19 april 1941 besloot hij een tweede poging te wagen, samen met de Poolse viceconsul Tolo Saryusz Makowski. Door Oscar de Brey en Dirk van Swaay werd een opvouwbare kano geregeld, die in het tunneltje bij het Zeehospitium bij Katwijk aan Zee werd verstopt. Nadat ze in die kano vanuit Katwijk waren vertrokken, stak er een storm op; de Katwijkse vissersboot KW 32, de Sakina, redde hen. Aangezien er twee Duitsers aan boord waren, moest kapitein Willem Ouwehand hun geld en paspoort afnemen, maar stuurman Nico van Beelen fluisterde hun toe dat ze in de haven van IJmuiden niet aan de kade zouden afmeren maar tegen een ander schip, in de buurt van het station. Daar zou hij de Duitsers afleiden zodat ze konden ontsnappen. Van Doorn en Makowski wandelden rustig naar het station en waren weer vrij. De kapitein en de stuurman werden gearresteerd en verhoord maar vervolgens weer vrijgelaten.
Executie
Van Doorn verrichtte daarna spionagewerkzaamheden voor de Ordedienst totdat hij in november 1941 in opdracht van de OD naar Vichy vertrok. Onderweg viel de lange, blonde Nederlander op en werd Van Doorn in Reims gearresteerd. Toen bleek dat hij wapens en belastende papieren bij zich had, werd hij naar een gevangenis in Parijs gebracht en vandaar naar het Oranjehotel, Kamp Amersfoort en kamp Vught. In maart 1943 werd hij naar kamp Haaren overgeplaatst. Tijdens proces Röell, het tweede grote OD-proces, werd hij ter dood veroordeeld. Op 29 juli 1943 werd hij met 15 andere OD'ers op de Leusderheide gefusilleerd. Hij werd op begraafplaats Rusthof in Leusden begraven.

## Onderscheidingen

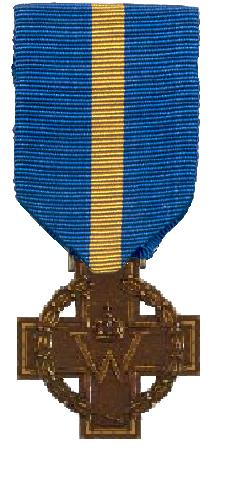
Kruis van Verdienste
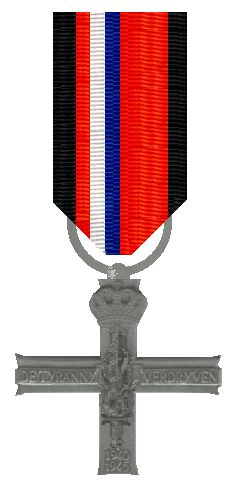
Verzetsherdenkingskruis